# Лю Дун
Лю Дун (спрощ.: 刘东; піньїнь: Liu Dong; нар. 24 грудня 1973) — китайська легкоатлетка, яка спеціалізувалася на бігу на середні дистанції.

## Спортивні досягнення
Чемпіонка світу з бігу на 1500 метрів (1993).
Чемпіонка світу серед юніорів з бігу на 1500 метрів (1992).
Чемпіонка Китайських національних ігор з бігу на 800 метрів (1993).
Рекордсменка Азії з бігу на 800 метрів (1.55,54; 1993) та естафетного бігу 4×800 метрів (8.16,2h; 1991).